# Pseudeuophrys pascualis
Pseudeuophrys pascualis là một loài nhện trong họ Salticidae.
Loài này thuộc chi Pseudeuophrys. Pseudeuophrys pascualis được Octavius Pickard-Cambridge miêu tả năm 1872.